# Скот Сити (Канзас)
Скот Сити (енгл. Scott City) град је у америчкој савезној држави Канзас.

## Демографија
По попису из 2010. године број становника је 3.816, што је 39 (-1,0%) становника мање него 2000. године.
| Група             | 2000.         | 2010.         |
| Белци             | 3.534 (91,7%) | 3.095 (81,1%) |
| Афроамериканци    | 5 (0,1%)      | 15 (0,4%)     |
| Азијати           | 6 (0,2%)      | 19 (0,5%)     |
| Хиспаноамериканци | 280 (7,3%)    | 660 (17,3%)   |
| Укупно            | 3.855         | 3.816         |